# Rocca Pietore
Rocca Pietore település Olaszországban, Veneto régióban, Belluno megyében. Lakosainak száma 1149 fő (2023. január 1.). Rocca Pietore Canale d’Agordo, Colle Santa Lucia, Falcade, Livinallongo del Col di Lana, San Giovanni di Fassa, San Tomaso Agordino, Soraga di Fassa, Alleghe, Canazei és Vallada Agordina községekkel határos.
Rocca Pietore része Malga Ciapela, a Marmolada főgerincére vivő sífelvonók völgyállomása, a Pettorina-völgyben.

## Népesség
A település lakossága az elmúlt években az alábbi módon változott:
| Lakosok száma | 1228 | 1203 | 1149 |
|               | 2017 | 2018 | 2023 |